# علي الجندي
علي محمد الجندي (1928 - 7 أغسطس 2009) شاعر سوري من مواليد مدينة السلمية، نشأ ودرس بها ثم في دمشق، حيث تخرّج بشهادة إجازة في الفلسفة من جامعة دمشق عام 1956، عمل في الصحافة في دمشق وبيروت، ثم مديرًا للدعاية والأنباء في دمشق، هو أحد الأعضاء المؤسّسين لاتحاد الكتاب العرب في عام 1962 ونائباً للرئيس منذ سنة 1969. يعدّ من روّاد حركة تجديد القصيدة العربية في سوريا منذ مطلع الستينات. لقّب بـالشاعر الظريف، لضحكه باستمرار. توفي في اللاذقية ودفن بمسقط رأسه. له دواوين شعرية عديدة ومؤلفات ودراسات أدبية. 

## سيرته
ولد علي بن محمد الجندي في سلمية في محافظة حماة سنة 1928 ونشأ بها. تابع دراسته فيها حتى حصل على الشهادة الثانوية. ثم انتسب إلى الجامعة السورية حيث تخرّج من كلية الآداب عام 1956. عمل في التدريس بعد تخرّجه من الجامعة. هو أحد الأعضاء المؤسّسين لاتحاد الكتاب العرب في عام 1962 ونائباً للرئيس منذ سنة 1969. 

أتقن اللغة الفرنسية ومن خلالها ترجم عدة كتب إلى العربية. كتب عدة مقالات في الصحف السورية واللبنانية والمصرية ومارس الصحافة كما عمل في الإعلام السوري . تقاعد من العمل الوظيفي عام 1989.

اعتزل عن الأوساط الثقافية في أواخر حياته وتوفي في الساعة الثانية في يوم 7 أغسطس 2009، 
وأودع في المستشفى الوطني في اللاذقية، ثم رحّل إلى بلدته سلمية، ودفن فيها قرب محمّد الماغوط.

## شعره
يعدّ من روّاد حركة تجديد القصيدة العربية في سوريا منذ مطلع الستينات. اختار الشعر الحرّ والتفعيلة ومعالجة موضوعات الوجود والعدم والموت، «إذ كان يسعى إلى تغيير فني في شكل القصيدة ومضمونها، وهذا ما جعل القصيدة عنده ميداناً فسيحاً لممارسة الحرية الوجودية المتمردة التي كان يؤمن بها إيماناً لا شك فيه ولا تردد، كان يعيش بين الأمل والحلم والعناد والتمرّد اتكأ على ثقافته وموهبته وحضور شخصيته الطاغية التي جمعت بين الصمت والطرفة والمبادرة حتى لقب بـظريف دمشق.» 

## حياته الشخصية‌
في أواخر حياته كان يعيش وحيداً لم يكن أحد يراه، أو يزوره، في اللاذقية.  هو من أسرة معروفة مسلمة أغاخانية في سوريا التي سجلت حضورا بارزا في مختلف المجالات وأخوه هو السياسي سامي الجندي.  في مارس 2008 قال ليس له «مطامح بالمعنى المعروف، كل ما لدي رغبتان وبعض أحلام صغيرة، أشرب وأسهر وأمارس الجنس بضراوة مرضية ربما واكتب فقط.» 

## مؤلفاته
من دواوينه الشعرية:
- الراية المنكّسة، 1962
- في البدء كان الصمت، 1964
- الحمّى الترابية، 1969
- الشمس وأصابع الموتى، 1973
- النزف تحت الجلد، 1973
- طرفة في مدار السرطان، 1975
- الرباعيّات، 1979
- بعيدًا في الصمت قريبًا في النسيان، 1980
- قصائد موقوتة، 1980
- صار رمادًا، 1987
- سنونوة للضياء الأخير، 1992

من كتبه:
- الشمس وأصابع الموتى
- الأمير الجاهلي الشاعر امرؤ القيس الكندي
- الشاعر الجاهلي الشاب طرفة بن العبد: تحقيق ودراسة لشعره وشخصيته [12]
- شعر العرب في العصر الجاهلي
- في تاريخ الأدب الجاهلي
- المعلّقات السبع: الجزء الأول عيون الشعر العربي القديم
- الشذا المؤنس في الورد والنرجس
- فن التشبيه: بلاغة، أدب، نقد
- من طرائف القصص
- تاريخ الأدب الجاهلي
- سجع الحمام في حكم الإمام أمير المؤمنين علي بن أبي طالب، جمع وضبط

وقد صدرت مؤلفاته الكاملة سنة 1988 عن دار عطية في بيروت. كما ترجم بعض الكتب إلى العربية وكتب العديد من المقالات في الصحافة. وهو غير علي السيد الجندي (1900 - 1973) شاعر وعالم أدبي مصري، كثير من الباحثين خلطوا بينهما، خصوصًا في ذكر كتبهما.